# Eriopyga evanida
Eriopyga evanida là một loài bướm đêm trong họ Noctuidae.